# Bois-des-Angles British Cemetery
Le cimetière Bois-des-Anges British Cemetery de Crèvecœur-sur-l'Escaut est situé sur la D76 qui conduit à Villers-Outréaux en passant par Lesdain. Le terroir de Crèvecœur-sur-l'Escaut étant très étendu, ce cimetière se trouve à 7 km de Crèvecoeur et seulement à 2 km de Villers-Outréaux. Un autre cimetière britannique Moulin de Pierre est situé  à 600 m sur la gauche.

## Histoire
La plupart des 177 soldats britanniques enterrés dans ce cimetière tombèrent le 8 octobre 1918 dans les combats livrés pour prendre ce secteur.

## Galerie

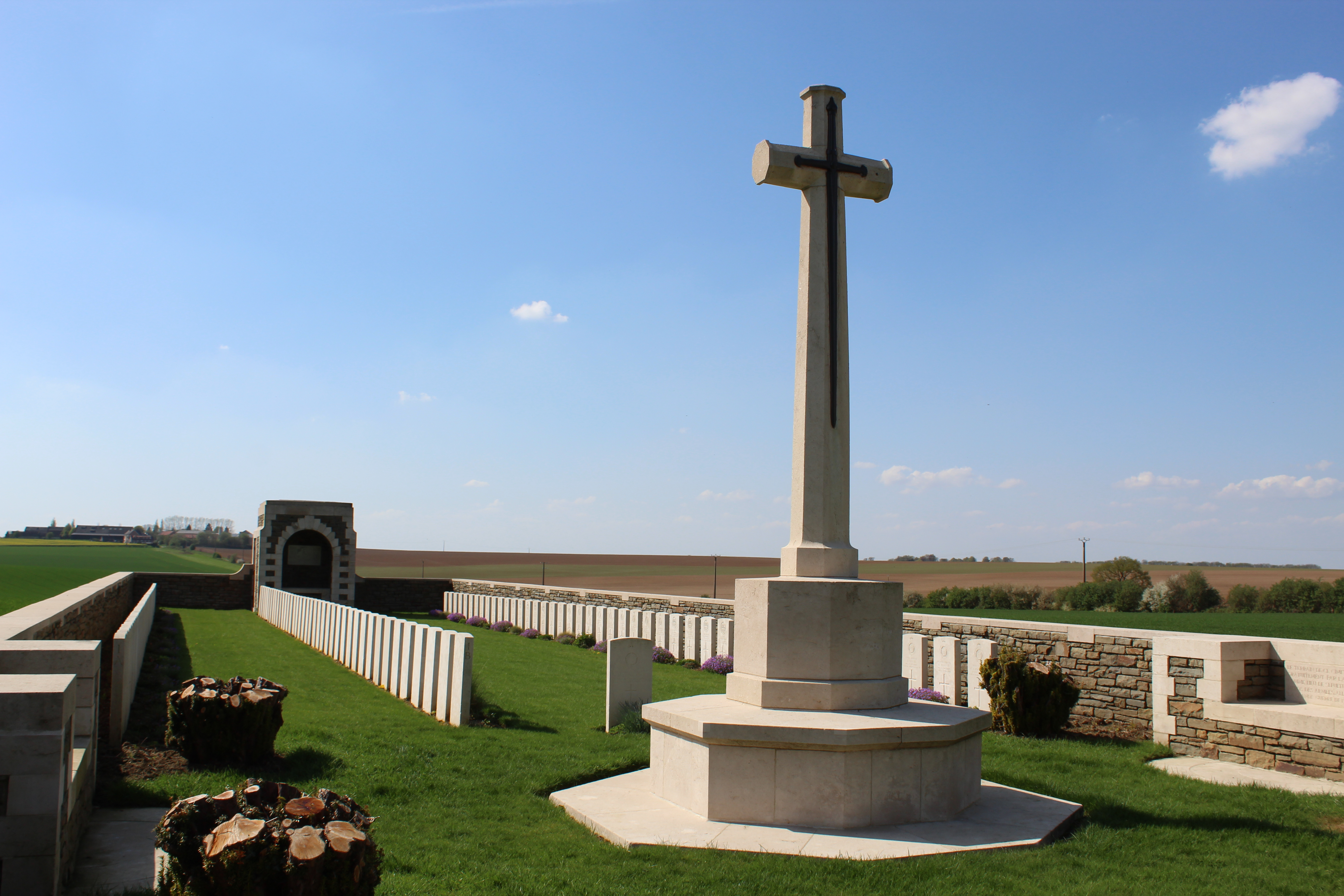
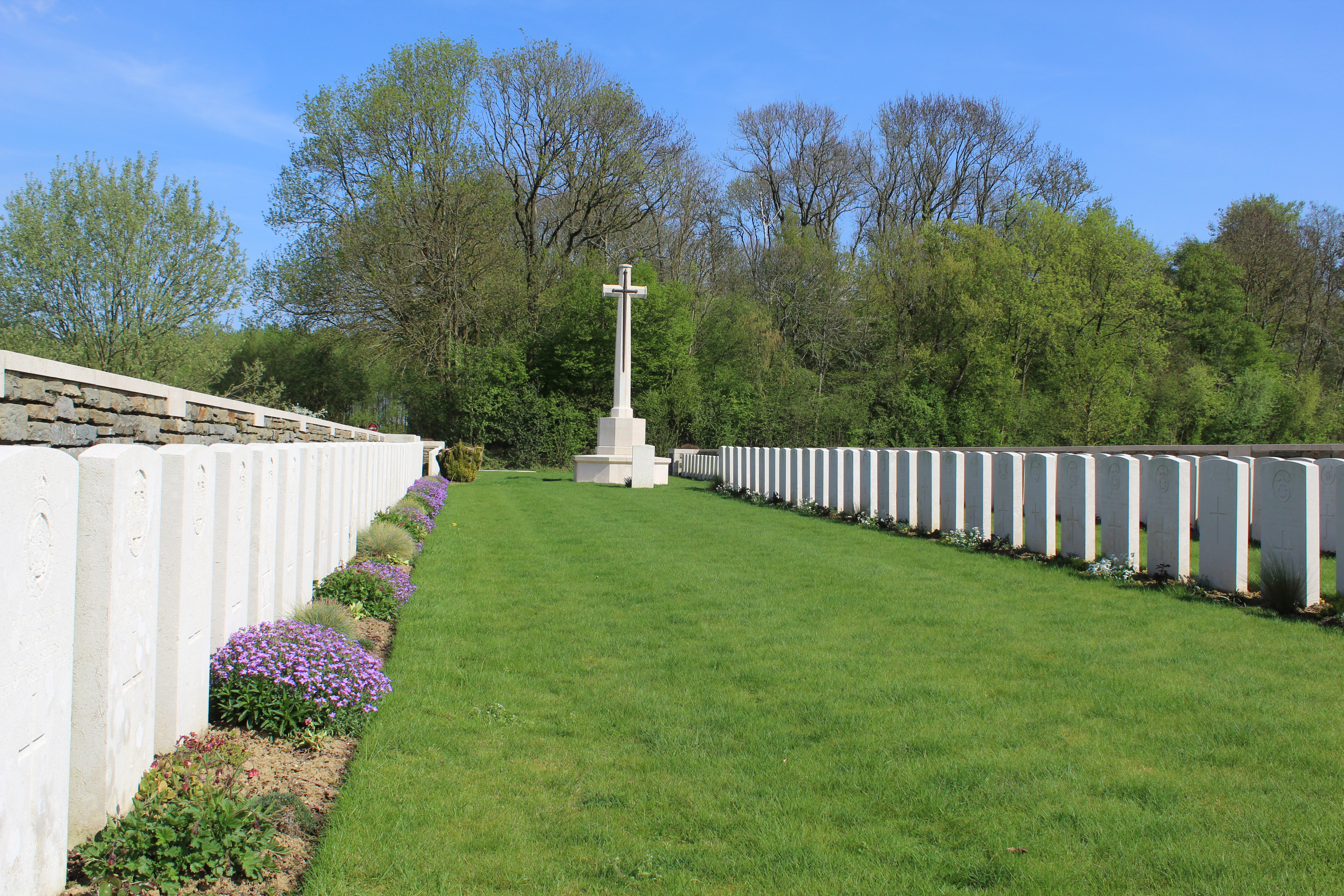
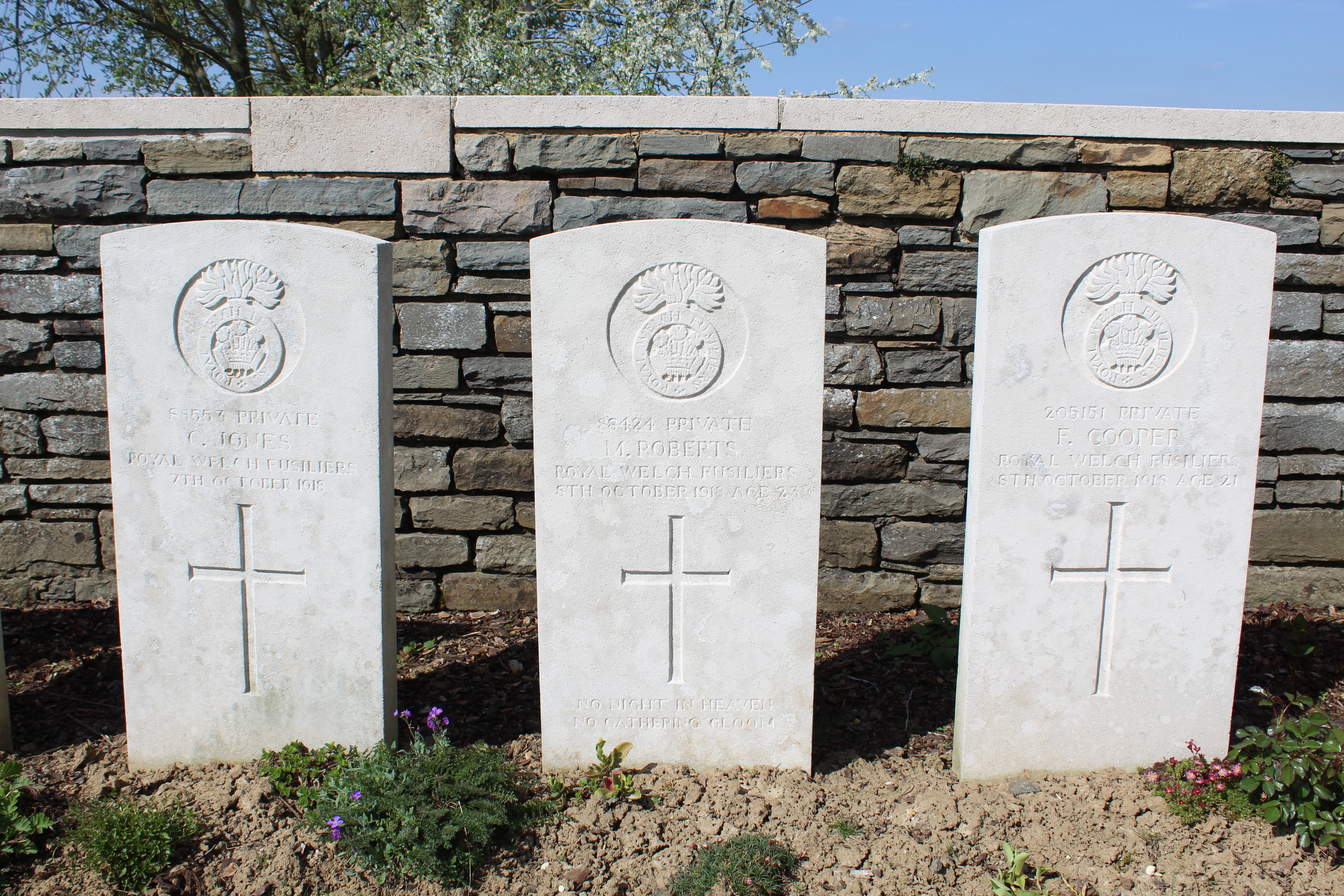

## Tombes
| Pays        | Tombes |
| ----------- | ------ |
| Royaume-Uni | 177    |